# El carnaval carnívoro
El Carnaval Carnívoro (The Carnivorous Carnival) es el nombre del noveno libro de la saga de libros escrita por Lemony Snicket Una serie de catastróficas desdichas. Este libro no ha sido traducido al español y solo existen ediciones traducidas por fanes.

## Sinopsis deEl Carnaval Carnívoro
Después de ser acusados injustamente del asesinato de Jacques Snicket, los huérfanos se vuelven fugitivos de la ley. En este libro, Violet y Klaus se disfrazan de un "fenómeno de dos cabezas" y Sunny de "la bebé lobo". Con estos disfraces logran engañar al Conde Olaf y a su banda, estos los unen a la actuación de un carnaval que se está llevando a cabo. Pero surgirán muchos problemas para los pobres Baudelaire.
En este libro:
- Muere alguien de la banda de Olaf.
- Hay unos pocos nuevos personajes.
- Los niños vuelven a usar otro disfraz.

- Datos: Q2291622